# Hope Jahren
Anne Hope Jahren, född 27 september 1969 i Austin, Minnesota, USA är en amerikansk geokemist och geobiolog vid universitetet i Oslo, känd för sitt arbete med att med hjälp av stabila isotoper analysera fossila skogar daterade till Eocen. 

## Biografi
Jahrens far var lärare vid ett community college och hon har tre äldre bröder. Hon avslutade sin grundutbildning i geologi vid University of Minnesota i Minneapolis med examen cum laude 1991.
Jahren disputerade 1996 för fil. dr.-examen vid University of California, Berkeley inom markvetenskap. Hennes avhandling omfattade bildandet av biomineraler i växter och använde nya metoder med stabila isotoper för att undersöka processerna. Från 1996 till 1999 var hon biträdande professor vid Georgia Institute of Technology innan hon flyttade till Johns Hopkins University, där hon stannade till 2008. I Georgia genomförde hon banbrytande forskning om paleoatmosfären med hjälp av fossila växter och upptäckte den andra frisättningen av metanhydrat som inträffade för 117 miljoner år sedan.  
Jahren tillbringade också ett år på ett Fulbrightstipendium vid Köpenhamns universitet för att studera DNA-analysteknik. Även vid Johns Hopkins fick Jahren uppmärksamhet i media för sitt arbete med de fossila skogarna på Axel Heiberg Island. Hennes studier av träden tillät henne att uppskatta miljöförhållanden på ön för 45 miljoner år sedan. Hon och hennes medarbetare analyserade underskott på syreisotoper för att bestämma vädermönster som tillät stora Metasequoiaskogar att blomstra under eocen. 
Jahrens forskning vid Johns Hopkins innefattar den första extraktionen och analysen av DNA funna i paleosol och den första upptäckten av stabila isotoper som finns i en flercellig organisms DNA. 
Jahren lämnade Johns Hopkins för tillträda en professur vid University of Hawaii.  Hennes forskning där fokuserade på att använda en analys av stabila isotoper för att bestämma egenskaper hos miljön i olika tidsskeden. Från 1 september 2016 har Jahren en Wilsonprofessur vid Centrum för jordevolution och dynamik vid universitetet i Oslos.

## Utmärkelser
- Jahren har fått tre Fulbright Awards: 1992 för geologiskt arbete som hon utfört i Norge, 2003 för miljöforskning utförd i Danmark och 2010 för arktisk forskning utförd i Norge.
- År 2001 tilldelades hon Donathmedaljen av Geological Society of America.
- År 2005 tilldelades hon Macelwanemedaljen och blev den första kvinnan och fjärde forskaren totalt som vunnit både Macelwanemedaljen och Donathmedaljen.
- Jahren profilerades av tidskriften Popular Science 2006 som en av dess "Brilliant 10 scientists".
- Hon var 2013 en av Leopoldstipendiaterna vid Stanford Universitys Stanford Woods Institutet for Environment.
- År 2016 fanns hon på Time Magazines lista över ”världens 100 mest inflytelserika personer."